# David Ellison
David Ellison (Santa Clara, 9 gennaio 1983) è un produttore cinematografico statunitense, fondatore di Skydance Media e amministratore delegato di Paramount Skydance Corporation.

## Biografia
David Ellison è nato nella Contea di Santa Clara, in California ed è cresciuto in una fattoria vicino a Woodside . È figlio del CTO della Oracle Corporation Larry Ellison e della sua terza moglie Barbara Boothe Ellison. Ha una sorella, Megan, anche lei produttrice. Dopo il liceo iniziò a frequentare l'università Pepperdine per laurearsi in economia, ma in seguito decise di cambiare percorso e studiò produzione cinematografica e televisiva alla University of Southern California.

## Carriera
Ellison nel 2006 fondò la casa di produzione cinematografica Skydance Productions, poi diventata Skydance Media. Nel 2010, grazie all'aiuto di suo padre, allora il sesto uomo più ricco del mondo, Ellison firmò un accordo con Paramount Pictures e la Skydance riuscì a raccogliere 350 milioni di dollari in azioni e crediti per co-finanziare i suoi film. Grazie al successo dell'accordo, nello stesso anno Ellison venne inserito da Variety nella lista dei migliori negoziatori e nella lista di Forbes dei migliori talenti under 30.
Nel 2014 Ellison lanciò una linea di abbigliamento maschile, chiamata "LANAI Collection". Nel 2016 si occupò dell'acquisizione da parte di Skydance dello studio di videogiochi The Workshop Entertainment e dello sviluppo di Skydance Interactive, dedicata alle esperienze in realtà virtuale. Nel 2017 Skydance firmò un accordo con Ilion Animation Studios per la fondazione di Skydance Animation. Nel 2018 Ellison annunciò che Skydance aveva stretto un accordo con Tencent Holdings.
Il 7 luglio 2024, a seguito di una lunga  contrattazione, viene annunciata l’acquisizione di National Amusements da parte di Skydance per 8 miliardi di dollari. Questa acquisizione porterà alla fusione tra Skydance Media e Paramount Global entro il 2025.

### Vita privata
È membro della Producers Guild of America e della Television Academy. È sposato con la musicista Sandra Lynn Modic.
Ellison è un pilota di elicotteri e aerei e nel 2003 venne scelto per esibirsi con la squadra acrobatica "Stars of Tomorrow" in occasione del EAA AirVenture Oshkosh.

## Filmografia

### Produttore
- Terminator Genisys, regia di Alan Taylor (2015)
- Mission: Impossible - Rogue Nation, regia di Christopher McQuarrie (2015)
- Life - Non oltrepassare il limite (Life), regia di Daniel Espinosa (2017)
- Geostorm, regia di Dean Devlin (2017)
- Gemini Man, regia di Ang Lee (2019)
- Terminator - Destino oscuro (Terminator: Dark Fate), regia di Tim Miller (2019)
- 6 Underground, regia di Michael Bay (2019)
- The Old Guard, regia di Gina Prince-Bythewood (2020)
- La guerra di domani (The Tomorrow War) regia di Chris McKay (2021)
- Snake Eyes: G.I. Joe - Le origini (Snake Eyes: G.I. Joe Origins), regia di Robert Schwentke (2021)
- Top Gun: Maverick, regia di Joseph Kosinski (2022)
- The Adam Project, regia di Shawn Levy (2022)
- Luck, regia di Peggy Holmes (2022)
- Spellbound, regia di Vicky Jenson (2022)
- Una birra al fronte (The Greatest Beer Run Ever), regia di Peter Farrelly (2022)
- Ghosted, regia di Dexter Fletcher (2023)
- Air - La storia del grande salto (Air), regia di Ben Affleck (2023)
- Mission: Impossible - Dead Reckoning, regia di Christopher McQuarrie (2023)
- Mission: Impossible - The Final Reckoning, regia di Christopher McQuarrie (2025)
- The Old Guard 2, regia di Victoria Mahoney (2025)

### Produttore esecutivo
- Il Grinta (True Grit), regia di Joel ed Ethan Coen (2010)
- Mission: Impossible - Protocollo fantasma (Mission Impossible – Ghost Protocol), regia di Brad Bird (2011)
- Parto con mamma (The Guilt Trip), regia di Anne Fletcher (2012)
- Jack Reacher - La prova decisiva (Jack Reacher), regia di Christopher McQuarrie (2012)
- G.I. Joe - La vendetta (G.I. Joe: Retaliation), regia di Jon M. Chu (2013)
- Star Trek Into Darkness, regia di J. J. Abrams (2013)
- World War Z, regia di Marc Forster (2013)
- Jack Ryan - L'iniziazione (Jack Ryan: Shadow Recruit), regia di Kenneth Branagh (2014)
- Star Trek Beyond, regia di Justin Lin (2016)
- Jack Reacher - Punto di non ritorno (Jack Reacher: Never Go Back), regia di Edward Zwick (2016)
- Baywatch regia di Seth Gordon (2017)
- Annientamento (Annihilation) regia di Alex Garland (2018)
- Mission: Impossible - Fallout, regia di Christopher McQuarrie (2018)
- Senza rimorso (Without Remorse), regia di Stefano Sollima (2021)
- Blush, regia di Joe Mateo (2021)
- Terminator Zero - serie animata (2024)

### Attore
- Leverage - Consulenze illegali (Leverage) - serie TV, episodio 2x14 (2010)

## Doppiatori italiani
Nelle versioni in italiano delle opere in cui ha recitato, David Ellison è stato doppiato da:
- Edoardo Stoppacciaro in Leverage - Consulenze illegali

## Riconoscimenti
- Premio Oscar
  - 2023 - Candidatura al miglior film per Top Gun: Maverick